# 阿韦龙河 (卢万河支流)
阿韦龙河（法語：Aveyron，法語發音：[aveʁɔ̃] ⓘ）是法国约讷省与卢瓦雷省的河流，是卢万河的右支流，长30千米，发源自尚瑟夫赖，于蒙布伊流入卢万河。